# Billy Magnussen

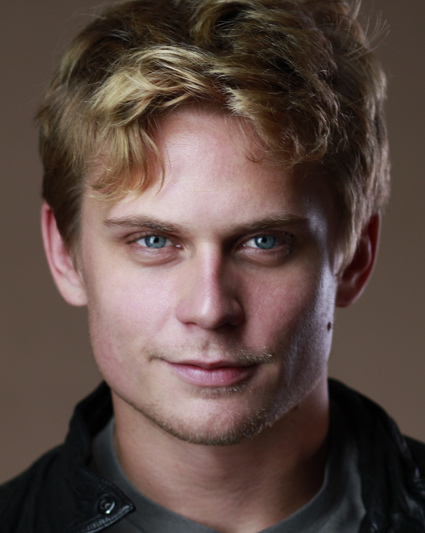
Billy Magnussen (2011)

William Gregory „Billy“ Magnussen (* 20. April 1985 in Woodhaven, Queens, New York City) ist ein US-amerikanischer Schauspieler.

## Leben
Magnussen wuchs in Wood Haven und später in Cumming, Georgia, auf.
2007 gab Magnussen mit einer Rolle im Theaterstück The Ritz sein Debüt am Broadway. Von 2008 bis 2010 stellte er in der Seifenoper Jung und Leidenschaftlich – Wie das Leben so spielt in 199 Episoden die Figur des Casey Hughes dar, die zuvor von Zach Roerig gespielt worden war. Parallel erhielt Magnussen erste Nebenrollen in Spielfilmen.
2014 war er im Fantasy-Musical Into the Woods als Prinz von Rapunzel zu sehen. In der Literaturverfilmung The Big Short trat er 2015 gemeinsam mit Max Greenfield als Hypothekenmakler auf. 2016 übernahm er in Fernsehserie American Crime Story, deren erste Staffel den Strafprozess gegen O. J. Simpson thematisierte, die Rolle des Kato Kaelin.

## Filmografie (Auswahl)
- 2008: The Elephant Garden (Kurzfilm)
- 2008: Law & Order (Fernsehserie, Episode 19x06)
- 2008–2010: Jung und Leidenschaftlich – Wie das Leben so spielt (As the World Turns, Seifenoper, 199 Episoden)
- 2009: Happy Tears
- 2009: The Beautiful Life: TBL (Fernsehserie, 3 Episoden)
- 2009: Blood Night: Die Legende von Mary Hatchet (Blood Night: The Legend of Mary Hatchet)
- 2010: Twelve
- 2010: Navy CIS: L.A. (NCIS: Los Angeles, Fernsehserie, Episode 2x03)
- 2011: Choose
- 2011: The Lost Valentine (Fernsehfilm)
- 2011: In Plain Sight – In der Schusslinie (In Plain Sight, Fernsehserie, Episode 4x06)
- 2011: Criminal Intent – Verbrechen im Visier (Law & Order: Criminal Intent, Fernsehserie, Episode 10x07)
- 2011: Algebra in Love (Damsels in Distress)
- 2012: Blue Bloods – Crime Scene New York (Blue Bloods, Fernsehserie, Episode 2x21)
- 2012: Surviving Family
- 2012: Schmerzensgeld – Wer reich sein will, muss leiden (The Brass Teapot)
- 2012: CSI: Vegas (CSI: Crime Scene Investigation, Fernsehserie, 2 Episoden)
- 2012: 2nd Serve
- 2012: Boardwalk Empire (Fernsehserie, 2 Episoden)
- 2013: The East
- 2014: The Divide (Fernsehserie, 4 Episoden)
- 2014: Revenge of the Green Dragons
- 2014: Into the Woods
- 2015: Good Wife (The Good Wife, Fernsehserie, Episode 6x15)
- 2015: Mit besten Absichten (The Meddler)
- 2015: Bridge of Spies – Der Unterhändler (Bridge of Spies)
- 2015: Gilly Hopkins – Eine wie keine (The Great Gilly Hopkins)
- 2015: The Big Short
- 2016: American Crime Story (Fernsehserie, 3 Episoden)
- 2017: Get Shorty (Fernsehserie, 6 Episoden)
- 2017: Ingrid Goes West
- 2017, 2025: Black Mirror (Fernsehserie, Episode 4x01 USS Callister und 7x06 USS Callister: Willkommen bei Infinity)
- 2017: Unbreakable Kimmy Schmidt (Fernsehserie, 2 Episoden)
- 2018: Game Night
- 2018: Maniac (Fernsehserie, 7 Episoden)
- 2018: The Oath
- 2018–2019: Tell Me a Story (Fernsehserie, 10 Episoden)
- 2019: Die Kunst des toten Mannes (Velvet Buzzsaw)
- 2019: Aladdin
- 2021: The Survivor
- 2021: The Many Saints of Newark
- 2021: Keine Zeit zu sterben (No Time to Die)
- 2022: The Offer (Fernsehserie)
- 2023: Spy Kids: Armageddon
- 2024: Lift
- 2024: Road House
- 2024: Reunion
- 2025: Elsbeth (Fernsehserie, Episode 2x19)
- 2025: Lilo & Stitch

## Theater (Auswahl)
- 2007: The Ritz (Studio 54, New York City)
- 2013: Vanya and Sonia and Masha and Spike (John Golden Theatre, New York City)
- 2014: Sex With Strangers (Second Stage Theatre, New York City)